# 93
Glej tudi: število 93
93 (XCIII) je bilo navadno leto, ki se je po julijanskem koledarju začelo na torek.

## Dogodki
- 1. januar